# 구글 행렬

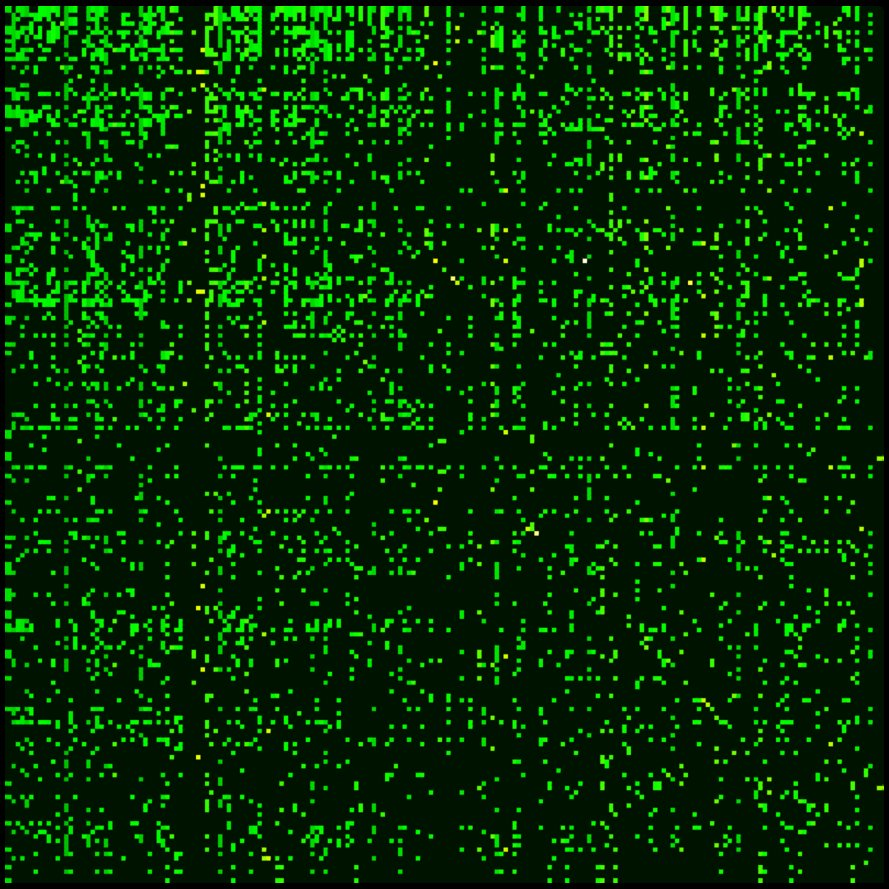

구글 행렬(Google matrix)은 구글의 검색 알고리즘인 페이지랭크(PageRank)에서 사용되는 마르코프 행렬(확률 행렬)이다. 행렬 분리를 하기 좋은 구조로 되어 있기 때문에 반복법으로 계산하기 쉽다.

## 같이 보기
- 체이랭크
- 마르코프 연쇄
- 페론-프로베니우스 정리
- 웹 검색 엔진